# Neoperla taiwanica
Neoperla taiwanica is een steenvlieg uit de familie borstelsteenvliegen (Perlidae). De wetenschappelijke naam van de soort is voor het eerst geldig gepubliceerd in 1987 door Sivec & Zwick.